# Changement climatique au Lesotho
Le Lesotho est un pays d’Afrique australe qui subit déjà les effets négatifs du changement climatique, dont une fréquence accrue de phénomènes météorologiques extrêmes, tels que les sécheresses, des taux accrus d’ érosion des sols et de désertification, ainsi qu’une fertilité réduite des sols. Le Lesotho est un pays enclavé particulièrement vulnérable aux impacts négatifs de la variabilité climatique et aux changements dans la sécurité de l’eau et de l’alimentation, ainsi qu’aux conditions défavorables à la santé, aux établissements humains et au secteur de l’énergie,.
La forte aridité au Lesotho, liée à des périodes de sécheresse sévère, accroît la perte de diversité biologique, la dégradation des pâturages et la diminution de la productivité des cultures et des animaux en raison de la désertification. Ces menaces contribuent à la vulnérabilité croissante du pays,.

## Émissions de gaz à effet de serre
Climate Trace estime  les émissions de gaz à effet de serre du Lesotho en 2022 à 2,62 millions de tonnes, dont environ la moitié provient de l'agriculture. La population du Lesotho étant d'environ 2,2 millions d'habitants, cela représente environ 1,2 tonne par an et par personne, ce qui est bien inférieur à la moyenne mondiale d'environ 6,5 tonnes. L’estimation officielle pour 2017 s’élève à 5,66 millions de tonnes, ce qui est également bien en dessous de la moyenne mondiale par personne. (p19)

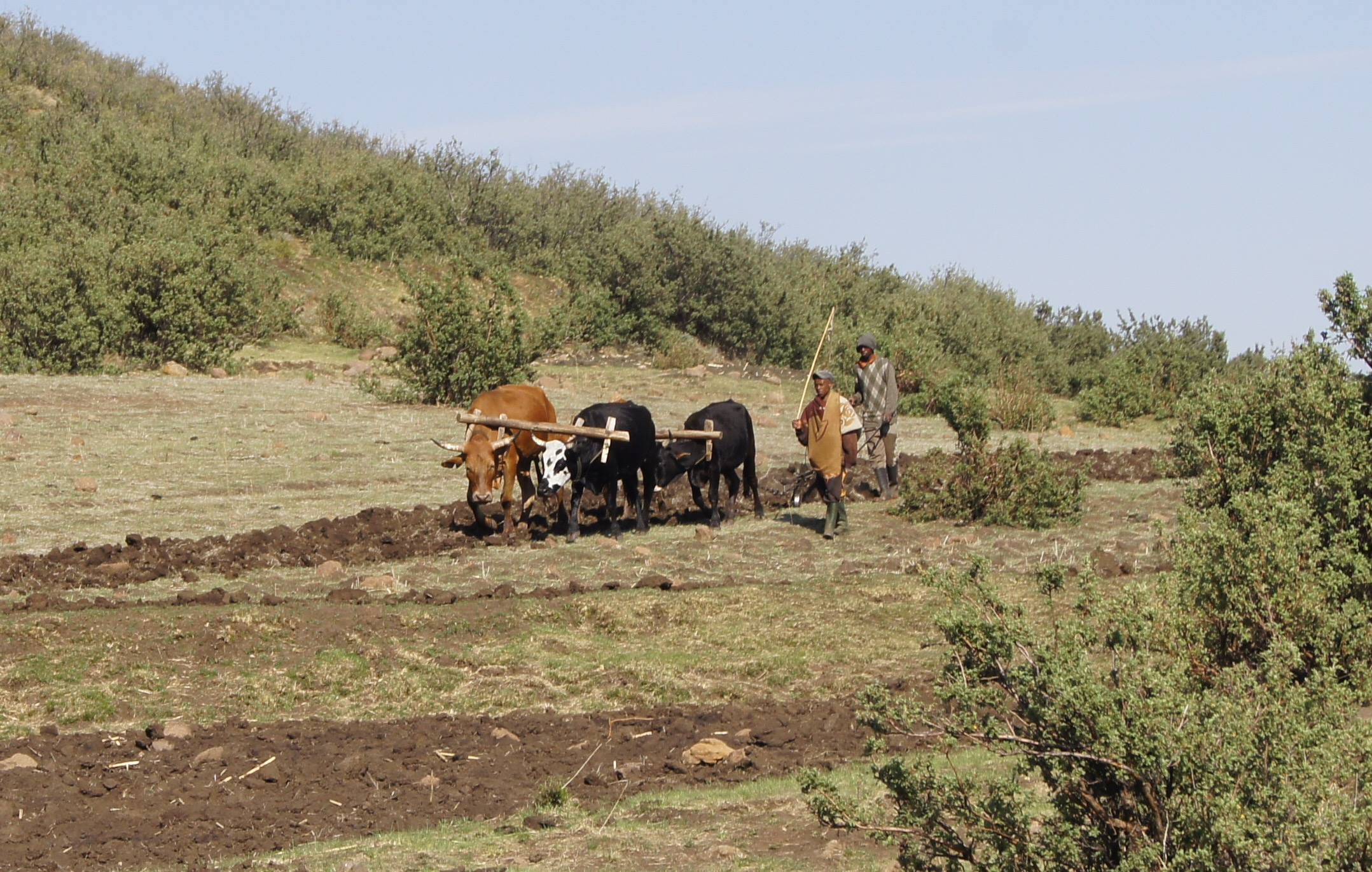
Labour traditionnel

## Climatologie
Le pays est sujet à des hivers froids et des étés chauds. La température moyenne varie de 0°C à 30°C, selon l'altitude. Le Lesotho est susceptible de devenir généralement plus chaud et plus sec dans les climats futurs projetés.

## Impacts sur les secteurs clés
Les secteurs phares du Lesotho notamment l’agriculture, l’eau, l’énergie et la santé sont vulnérables au changement climatique.

### Agriculture

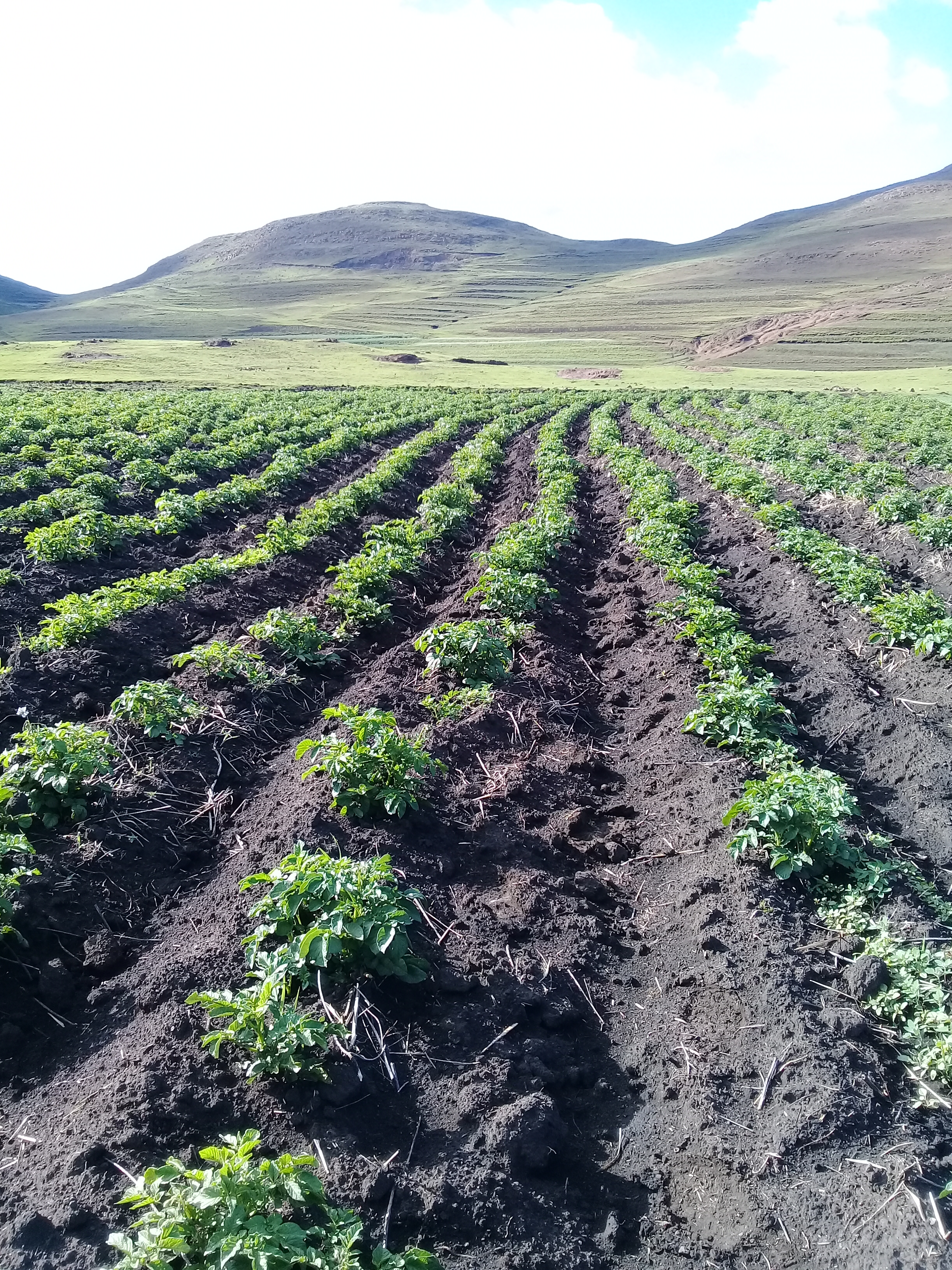
Pommes de terre

Le secteur agricole est l’épine dorsale de l’économie du Lesotho et est beaucoup vulnérable au changement climatique. Le secteur est déjà confronté à des vulnérabilités climatiques avec des sécheresses, des inondations, des ravageurs et des températures extrêmes qui se produisent plus fréquemment,. La sécurité alimentaire au Lesotho est qualifiée de précaire. Seulement 30 % du maïs, qui constitue le principal aliment de base, est cultivé dans le pays. L’agriculture essentiellement pluviale rend le Lesotho vulnérable aux effets néfastes de la sécheresse. Pour répondre à la demande alimentaire nationale, le Lesotho dépend des importations de maïs en provenance de son pays voisin, l’Afrique du Sud. Les prix du maïs au Lesotho sont très influencés par les prix en Afrique du Sud. Compte tenu de la proximité entre les deux pays, une sécheresse touchant le Lesotho risque d’avoir également un impact sur l’Afrique du Sud. Cela entraînera une réduction de la production dans les deux pays,. Ce scénario s’est produit une fois  par le passé, comme en 2007, lorsque la sécheresse la plus grave jamais enregistrée par satellite  touche simultanément le Lesotho et l’Afrique du Sud. En conséquence, la sécheresse entraîne  de mauvaises récoltes dans les deux pays, ce qui en découle une baisse significative des exportations de maïs vers le Lesotho,,.

### Eau
Les ressources en eau du Lesotho sont très vulnérables aux impacts du changement climatique. Le pays connaît déjà une réduction de la disponibilité de l’eau en raison des sécheresses et une augmentation de la demande en eau due à la croissance démographique,. Le climat du Lesotho se  caractérise par la survenue de périodes de sécheresse et de périodes de précipitations au cours de l'histoire enregistrée. Ces fluctuations climatiques ont  des impacts importants sur l’environnement. Les impacts associés aux périodes de sécheresse comprennent la pénurie de nourriture, la famine, les épidémies, l’invasion de plantes non indigènes et d’insectes destructeurs, les tempêtes de poussière et le début de l’érosion par les rivières. La période de sécheresse la plus longue des 200 dernières années a lieu  entre 1991 et 1995 ,. Au Lesotho, on prévoit que les températures et les précipitations changent, ce qui entraîne des conditions plus sèches et plus chaudes. L’intensité et la fréquence des événements extrêmes tels que les inondations et les sécheresses devront augmenter, en particulier dans les plaines de l’ouest et du nord. Les ressources en eau seront affectées négativement par la réduction des précipitations et l’augmentation des températures, ce qui entraîne  des taux d’évaporation plus élevés, une diminution du ruissellement et une diminution de la reconstitution des eaux souterraines. Les conditions des pâturages peuvent se détériorer et finalement être dégradées par les changements climatiques, ce qui a un impact sur la qualité du bétail et des produits d’élevage. Les forêts indigènes existantes peuvent se transformer en forêts semi-arides, tandis que la production agricole déclinerait, entraînant des pénuries alimentaires. Le Lesotho est le seul pays au monde dont l’ensemble du territoire se situe à plus de 1 000 mètres d’altitude. Entièrement enveloppé par l'Afrique du Sud, il se  situe au point culminant de l'escarpement du Drakensberg, à la frontière orientale du plateau sud-africain,,.

### Énergie
Le secteur énergétique du Lesotho est très vulnérable aux impacts du changement climatique. Le pays connaît déjà une baisse de sa production hydroélectrique à cause d’une disponibilité réduite en eau. Plus de 95 % de l’électricité consommée au Lesotho provient de l’hydroélectricité (MEMWA, 2013).

### Santé
Le secteur de la santé du Lesotho est très vulnérable aux impacts du changement climatique. Le pays connaît déjà une incidence accrue du paludisme et d’autres maladies à transmission vectorielle en raison de la hausse des températures et des précipitations. Les impacts liés aux périodes de précipitations insuffisantes comprennent la pénurie de nourriture, la famine généralisée, les épidémies, l’invasion de plantes étrangères et d’insectes destructeurs, la formation de zones arides connues sous le nom de bols de poussière et le déclenchement de processus érosifs par les rivières.

## Adoptions
Le Lesotho élabore un Plan national d’adaptation (PNA) pour lutter contre le changement climatique et l’atténuer. Le PANA documente les circonstances nationales, les vulnérabilités et les impacts attendus du changement climatique au Lesotho. En outre, il décrit les consultations, les ressources et les informations qui ont été utilisées pour prioriser les interventions d’adaptation. Le Lesotho organise sa deuxième communication nationale (SNC) à la CCNUCC en novembre 2013, englobant la situation du pays, l'inventaire des gaz à effet de serre, les impacts et la vulnérabilité, ainsi que les politiques climatiques nationales en matière d'atténuation, d'adaptation, de recherche, d'observations et d'éducation du public.

## Voir plus